# Justin Lee (activista)
Justin Lee, nacido el 7 de septiembre de 1977, es un escritor, orador y activista cristiano LGBT estadounidense conocido por su enfoque en la construcción de puentes entre grupos que no están de acuerdo en torno a la sexualidad. Es autor de Desgarrado:: Rescatando el Evangelio del debate entre gays y cristianos, y director de un documental de 2009, Through My Eyes (A través de mis ojos), donde explora las luchas de los jóvenes cristianos gays. También es conocido por fundar la Gay Christian Network, que dirigió entre 2001 y 2017. Actualmente, es el director ejecutivo de Nuance Ministries (Ministerios del matiz).
En 2017, Lee anunció que su próximo libro a publicarse será sobre el tema de "luchar contra la polarización cultural y hablar con las personas con las que no está de acuerdo".

## Antecedentes
Lee creció en un hogar cristiano conservador y continuó considerándose como evangélico, incluso después de salir del clóset como gay. Según The New York Times, «Justin Lee cree que el nacimiento de la Virgen fue real, que hay un cielo y un infierno, que la salvación viene sólo de Cristo y que él... es un cristiano evangélico».
En 1997, después de luchar para reconciliar su propia fe con su sexualidad, Lee publicó su historia en línea y escuchó a otros gays que tenían dificultades similares. Esto lo llevó a ser más abierto en nombre de los cristianos LGBT.

## Vínculos conGay Christian Network
En agosto de 2001, Lee lanzó la GCN - Gay Christian Network (red cristiana gay), primero como una pequeña comunidad en línea de cristianos gays, y luego como una organización sin fines de lucro, para proporcionar ayuda y apoyar a lesbianas, homosexuales, bisexuales y cristianos transgénero. La organización se destacó por su acogida a los cristianos gays y bisexuales del «Lado B», aquellos que se abstienen de tener relaciones sexuales, a pesar de las propias opiniones (afirmativas) del «Lado A» de Lee, es decir, quienes sí tienen relaciones con personas del mismo sexo. En una entrevista para CNN, Lee explicó: 
«Nosotros estamos intentando reunir a gente que experimenta atracción por personas de su mismo sexo, y más allá de cómo lo afrontan, aman a Jesús y dicen: OK, eres bienvenido aquí, oremos juntos y descubramos a dónde quiere llevarnos Dios».
En 2007, Lee discutió los orígenes de la organización como una comunidad en línea: 
«Internet marca una gran diferencia en la creación de un movimiento [...]. Lo que al principio podía parecer un pequeño grupo marginal fue capaz de ganar impulso a medida que las personas se encontraron con otras y descubrieron que no están solas».
Para 2016, la organización había crecido a tal punto que su conferencia se promocionó como «el evento cristiano LGBT anual más grande», con una asistencia de más de «1.500 cristianos LGBT y aliados».
Sin embargo, en 2017, Lee y el consejo de administración de la GCN anunciaron en una declaración conjunta, que Lee dejaba la organización «debido a diferencias irreconciliables sobre la dirección y futuro de la organización», y que el nombre de la organización pronto sería cambiando.
Tras su partida de la GCN, Lee dijo que quería continuar haciendo activismo cristiano LGBT, por lo que anunció la formación de una nueva organización sin ánimo de lucro, llamada Nuance Ministries (Ministerios del matiz).

## Lucha contra la terapia de reorientación sexual
Lee ha sido un abierto crítico del movimiento «exgay» o de «terapia reparativa», y en su libro Torn, habló sobre su propia experiencia con el movimiento «ex-gay» de la década de 1990, y escribió que «la terapia no puede hacer que las personas homosexuales sean heterosexuales ... lo que suele suceder es un cambio del comportamiento, pero no un cambio de la orientación (es decir, no cambia la atracción)».
En 2006, apareció en el programa de televisión Dr. Phil Show, para denunciar que intentar cambiar la orientación de alguien no funciona.

En 2012, Lee sostuvo una conversación pública con Alan Chambers, entonces presidente de la organización «ex-gay» Exodus International, en la cual Lee expuso que Exodus estaba lastimando a las personas, y siendo deshonesta sobre sus resultados. Chambers luego admitió que:
La mayoría de las personas que he conocido, y diría que la mayoría significa el 99,9 por ciento de ellos, no han experimentado un cambio en su orientación o han llegado a un lugar en el cual podrían decir, que nunca serían tentados, o no tentados de alguna manera, o (dejar de) experimentar algún tipo de atracción hacia personas de su mismo sexo.
Un año después, cuando Exodus anunció que cerraría, Lee escribió: «Como cristiano, crecí creyendo que grupos como Exodus podían hacerme heterosexual. Incluso años después de darme cuenta de que eso no funcionaba, seguí escuchando a amigos, y familiares que me empujaban a seguir intentando cambiar mi orientación sexual. Hoy, el anuncio de (cierre de) Éxodo es el reconocimiento que muchos de nosotros hemos estado esperando oír desde hace mucho, mucho tiempo».

## Diálogo «Lado A» / «Lado B»
Lee entabla frecuentes diálogos públicos con los cofundadores de Spiritual Friendship, Ron Belgau y Wesley Hill, en los que Lee toma una posición por el «Lado A» (en favor de relaciones monógamas entre personas del mismo sexo) y Belgau o Hill, quienes toman posición por el «Lado B» (a favor del celibato o abstinencia sexual).

## Libros
- Torn: Rescuing the Gospel from the Gays-vs.-Christians debate (Desgarrado: Rescatando el Evangelio del debate entre gays y cristianos). Jericho Libros, 2012.
- Talking Across the Divide: How to Communicate with People You Disagree with and Maybe Even Change the World (Hablando a través de la brecha: cómo comunicarse con personas con las que no está de acuerdo y tal vez incluso cambiar el mundo). Tarcher Perigee, 2018.